# Spio pettiboneae
Spio pettiboneae är en ringmaskart som beskrevs av Foster 1971. Spio pettiboneae ingår i släktet Spio och familjen Spionidae. Inga underarter finns listade i Catalogue of Life.